# Фінкенштайн-ам-Фаакер-Зее
Фінкенштайн-ам-Фаакер-Зее (нім. Finkenstein am Faaker See) — ярмаркова комуна (нім. Marktgemeinde) в Австрії, у федеральній землі Каринтія.
Входить до складу округу Філлах-Ланд. Населення становить 8 241 осіб (на 31 грудня 2005 року). Займає площу 102 км². Офіційний код — 2 07 11.

## Політична ситуація
Бургомістр комуни — Хрістіан Поґліч (Австрійська народна партія).
Рада представників комуни (нім. Gemeinderat) складається з 27 місць:
- СДПА займає 16 місць.
- АПС займає 5 місць.
- АНП займає 5 місць.
- Партія Enotna Lista займає 1 місце.